# Đội tuyển bóng đá trong nhà quốc gia Uzbekistan
Đội tuyển bóng đá trong nhà quốc gia Uzbekistan được điều hành bởi Liên đoàn bóng đá Uzbekistan, cơ quan quản lý bóng đá trong nhà ở Uzbekistan và đại diện cho đất nước tại các giải đấu bóng đá trong nhà quốc tế, như Giải vô địch bóng đá trong nhà thế giới và Giải vô địch bóng đá trong nhà châu Á.

## Thành tích

### Giải vô địch bóng đá trong nhà thế giới
| Kỷ lục Giải vô địch bóng đá trong nhà thế giới | Kỷ lục Giải vô địch bóng đá trong nhà thế giới | Kỷ lục Giải vô địch bóng đá trong nhà thế giới | Kỷ lục Giải vô địch bóng đá trong nhà thế giới | Kỷ lục Giải vô địch bóng đá trong nhà thế giới | Kỷ lục Giải vô địch bóng đá trong nhà thế giới | Kỷ lục Giải vô địch bóng đá trong nhà thế giới | Kỷ lục Giải vô địch bóng đá trong nhà thế giới | Kỷ lục Giải vô địch bóng đá trong nhà thế giới |                          |
| Năm                                            | Vòng                                           | ST                                             | T                                              | H*                                             | B                                              | BT                                             | BB                                             | HS                                             |                          |
| ---------------------------------------------- | ---------------------------------------------- | ---------------------------------------------- | ---------------------------------------------- | ---------------------------------------------- | ---------------------------------------------- | ---------------------------------------------- | ---------------------------------------------- | ---------------------------------------------- | ------------------------ |
| 1989                                           | Một phần của Liên Xô                           | Một phần của Liên Xô                           | Một phần của Liên Xô                           | Một phần của Liên Xô                           | Một phần của Liên Xô                           | Một phần của Liên Xô                           | Một phần của Liên Xô                           | Một phần của Liên Xô                           | Một phần của Liên Xô     |
| 1992                                           | Không tham dự                                  | Không tham dự                                  | Không tham dự                                  | Không tham dự                                  | Không tham dự                                  | Không tham dự                                  | Không tham dự                                  | Không tham dự                                  | Không tham dự            |
| 1996                                           | Không tham dự                                  | Không tham dự                                  | Không tham dự                                  | Không tham dự                                  | Không tham dự                                  | Không tham dự                                  | Không tham dự                                  | Không tham dự                                  | Không tham dự            |
| 2000                                           | Không vượt qua vòng loại                       | Không vượt qua vòng loại                       | Không vượt qua vòng loại                       | Không vượt qua vòng loại                       | Không vượt qua vòng loại                       | Không vượt qua vòng loại                       | Không vượt qua vòng loại                       | Không vượt qua vòng loại                       | Không vượt qua vòng loại |
| 2004                                           | Không vượt qua vòng loại                       | Không vượt qua vòng loại                       | Không vượt qua vòng loại                       | Không vượt qua vòng loại                       | Không vượt qua vòng loại                       | Không vượt qua vòng loại                       | Không vượt qua vòng loại                       | Không vượt qua vòng loại                       | Không vượt qua vòng loại |
| 2008                                           | Không vượt qua vòng loại                       | Không vượt qua vòng loại                       | Không vượt qua vòng loại                       | Không vượt qua vòng loại                       | Không vượt qua vòng loại                       | Không vượt qua vòng loại                       | Không vượt qua vòng loại                       | Không vượt qua vòng loại                       | Không vượt qua vòng loại |
| 2012                                           | Không vượt qua vòng loại                       | Không vượt qua vòng loại                       | Không vượt qua vòng loại                       | Không vượt qua vòng loại                       | Không vượt qua vòng loại                       | Không vượt qua vòng loại                       | Không vượt qua vòng loại                       | Không vượt qua vòng loại                       | Không vượt qua vòng loại |
| 2016                                           | Vòng bảng                                      | 3                                              | 0                                              | 1                                              | 2                                              | 5                                              | 11                                             | -6                                             |                          |
| 2021                                           | Vòng 16                                        | 4                                              | 1                                              | 0                                              | 3                                              | 6                                              | 19                                             | -3                                             |                          |
| Tổng số                                        | 2/9                                            | 7                                              | 1                                              | 1                                              | 5                                              | 21                                             | 30                                             | -9                                             |                          |

### Giải vô địch bóng đá trong nhà châu Á
| Kỷ lục Giải vô địch bóng đá trong nhà châu Á | Kỷ lục Giải vô địch bóng đá trong nhà châu Á | Kỷ lục Giải vô địch bóng đá trong nhà châu Á | Kỷ lục Giải vô địch bóng đá trong nhà châu Á | Kỷ lục Giải vô địch bóng đá trong nhà châu Á | Kỷ lục Giải vô địch bóng đá trong nhà châu Á | Kỷ lục Giải vô địch bóng đá trong nhà châu Á | Kỷ lục Giải vô địch bóng đá trong nhà châu Á | Kỷ lục Giải vô địch bóng đá trong nhà châu Á |
| Năm                                          | Vòng                                         | ST                                           | T                                            | H*                                           | B                                            | BT                                           | BB                                           | HS                                           |
| -------------------------------------------- | -------------------------------------------- | -------------------------------------------- | -------------------------------------------- | -------------------------------------------- | -------------------------------------------- | -------------------------------------------- | -------------------------------------------- | -------------------------------------------- |
| 1999                                         | Vòng bảng                                    | 3                                            | 1                                            | 1                                            | 1                                            | 18                                           | 12                                           | +6                                           |
| 2000                                         | Vòng bảng                                    | 4                                            | 2                                            | 0                                            | 2                                            | 26                                           | 17                                           | +9                                           |
| 2001                                         | Á quân                                       | 7                                            | 5                                            | 1                                            | 1                                            | 30                                           | 22                                           | +8                                           |
| 2002                                         | Tứ kết                                       | 4                                            | 2                                            | 0                                            | 2                                            | 12                                           | 8                                            | +4                                           |
| 2003                                         | Tứ kết                                       | 4                                            | 2                                            | 0                                            | 2                                            | 12                                           | 12                                           | 0                                            |
| 2004                                         | Hạng tư                                      | 7                                            | 4                                            | 0                                            | 3                                            | 29                                           | 17                                           | +12                                          |
| 2005                                         | Hạng ba                                      | 7                                            | 6                                            | 0                                            | 1                                            | 47                                           | 12                                           | +35                                          |
| 2006                                         | Á quân                                       | 5                                            | 4                                            | 0                                            | 1                                            | 22                                           | 8                                            | +14                                          |
| 2007                                         | Hạng ba                                      | 6                                            | 4                                            | 0                                            | 2                                            | 19                                           | 20                                           | -1                                           |
| 2008                                         | Tứ kết                                       | 4                                            | 3                                            | 0                                            | 1                                            | 20                                           | 8                                            | +12                                          |
| 2010                                         | Á quân                                       | 6                                            | 5                                            | 0                                            | 1                                            | 23                                           | 18                                           | +5                                           |
| 2012                                         | Tứ kết                                       | 4                                            | 2                                            | 1                                            | 1                                            | 15                                           | 9                                            | +6                                           |
| 2014                                         | Hạng ba                                      | 6                                            | 4                                            | 1                                            | 1                                            | 15                                           | 16                                           | -1                                           |
| 2016                                         | Á quân                                       | 6                                            | 4                                            | 1                                            | 1                                            | 12                                           | 7                                            | +5                                           |
| 2018                                         | Hạng ba                                      | 6                                            | 3                                            | 1                                            | 2                                            | 38                                           | 20                                           | +18                                          |
| Tổng số                                      | 16/16                                        | 79                                           | 51                                           | 6                                            | 40                                           | 338                                          | 206                                          | +135                                         |

### Grand Prix de Futsal
| Kỷ lục Grand Prix de Futsal | Kỷ lục Grand Prix de Futsal | Kỷ lục Grand Prix de Futsal | Kỷ lục Grand Prix de Futsal | Kỷ lục Grand Prix de Futsal | Kỷ lục Grand Prix de Futsal | Kỷ lục Grand Prix de Futsal | Kỷ lục Grand Prix de Futsal | Kỷ lục Grand Prix de Futsal |
| Năm                         | Vòng                        | ST                          | T                           | H*                          | B                           | BT                          | BB                          | HS                          |
| --------------------------- | --------------------------- | --------------------------- | --------------------------- | --------------------------- | --------------------------- | --------------------------- | --------------------------- | --------------------------- |
| Brasil 2005                 | Không tham dự               | Không tham dự               | Không tham dự               | Không tham dự               | Không tham dự               | Không tham dự               | Không tham dự               | Không tham dự               |
| Brasil 2006                 | Không tham dự               | Không tham dự               | Không tham dự               | Không tham dự               | Không tham dự               | Không tham dự               | Không tham dự               | Không tham dự               |
| Brasil 2007                 | Hạng chín                   | 3                           | 1                           | 1                           | 1                           | 5                           | 6                           | -1                          |
| Brasil 2008                 | Không tham dự               | Không tham dự               | Không tham dự               | Không tham dự               | Không tham dự               | Không tham dự               | Không tham dự               | Không tham dự               |
| Brasil 2009                 | Không tham dự               | Không tham dự               | Không tham dự               | Không tham dự               | Không tham dự               | Không tham dự               | Không tham dự               | Không tham dự               |
| Brasil 2010                 | Không tham dự               | Không tham dự               | Không tham dự               | Không tham dự               | Không tham dự               | Không tham dự               | Không tham dự               | Không tham dự               |
| Brasil 2011                 | Không tham dự               | Không tham dự               | Không tham dự               | Không tham dự               | Không tham dự               | Không tham dự               | Không tham dự               | Không tham dự               |
| Brasil 2013                 | Không tham dự               | Không tham dự               | Không tham dự               | Không tham dự               | Không tham dự               | Không tham dự               | Không tham dự               | Không tham dự               |
| Brasil 2014                 | Không tham dự               | Không tham dự               | Không tham dự               | Không tham dự               | Không tham dự               | Không tham dự               | Không tham dự               | Không tham dự               |
| Brasil 2015                 | Không tham dự               | Không tham dự               | Không tham dự               | Không tham dự               | Không tham dự               | Không tham dự               | Không tham dự               | Không tham dự               |
| Brasil 2017                 | Không tham dự               | Không tham dự               | Không tham dự               | Không tham dự               | Không tham dự               | Không tham dự               | Không tham dự               | Không tham dự               |
| Tổng số                     | 1/11                        | 3                           | 1                           | 1                           | 1                           | 5                           | 6                           | -1                          |

### Đại hội Thể thao Trong nhà và Võ thuật châu Á

#### Nam
| Kỷ lục Đại hội Thể thao Trong nhà và Võ thuật châu Á | Kỷ lục Đại hội Thể thao Trong nhà và Võ thuật châu Á | Kỷ lục Đại hội Thể thao Trong nhà và Võ thuật châu Á | Kỷ lục Đại hội Thể thao Trong nhà và Võ thuật châu Á | Kỷ lục Đại hội Thể thao Trong nhà và Võ thuật châu Á | Kỷ lục Đại hội Thể thao Trong nhà và Võ thuật châu Á | Kỷ lục Đại hội Thể thao Trong nhà và Võ thuật châu Á | Kỷ lục Đại hội Thể thao Trong nhà và Võ thuật châu Á | Kỷ lục Đại hội Thể thao Trong nhà và Võ thuật châu Á |
| Năm                                                  | Vòng                                                 | ST                                                   | T                                                    | H*                                                   | B                                                    | BT                                                   | BB                                                   | HS                                                   |
| ---------------------------------------------------- | ---------------------------------------------------- | ---------------------------------------------------- | ---------------------------------------------------- | ---------------------------------------------------- | ---------------------------------------------------- | ---------------------------------------------------- | ---------------------------------------------------- | ---------------------------------------------------- |
| Thái Lan 2005                                        | Hạng ba                                              | 5                                                    | 3                                                    | 0                                                    | 2                                                    | 25                                                   | 12                                                   | +13                                                  |
| Ma Cao 2007                                          | Hạng ba                                              | 6                                                    | 3                                                    | 1                                                    | 2                                                    | 23                                                   | 9                                                    | +14                                                  |
| Việt Nam 2009                                        | Hạng ba                                              | 5                                                    | 4                                                    | 0                                                    | 1                                                    | 16                                                   | 8                                                    | +8                                                   |
| Hàn Quốc 2013                                        | Tứ kết                                               | 3                                                    | 2                                                    | 0                                                    | 1                                                    | 20                                                   | 8                                                    | +12                                                  |
| Turkmenistan 2017                                    | Á quân                                               | 7                                                    | 3                                                    | 2                                                    | 2                                                    | 26                                                   | 14                                                   | +12                                                  |
| Tổng số                                              | 5/5                                                  | 26                                                   | 16                                                   | 3                                                    | 7                                                    | 110                                                  | 51                                                   | +59                                                  |

#### Nữ
| Kỷ lục Đại hội Thể thao Trong nhà và Võ thuật châu Á | Kỷ lục Đại hội Thể thao Trong nhà và Võ thuật châu Á | Kỷ lục Đại hội Thể thao Trong nhà và Võ thuật châu Á | Kỷ lục Đại hội Thể thao Trong nhà và Võ thuật châu Á | Kỷ lục Đại hội Thể thao Trong nhà và Võ thuật châu Á | Kỷ lục Đại hội Thể thao Trong nhà và Võ thuật châu Á | Kỷ lục Đại hội Thể thao Trong nhà và Võ thuật châu Á | Kỷ lục Đại hội Thể thao Trong nhà và Võ thuật châu Á | Kỷ lục Đại hội Thể thao Trong nhà và Võ thuật châu Á |               |
| Năm                                                  | Vòng                                                 | ST                                                   | T                                                    | H*                                                   | B                                                    | BT                                                   | BB                                                   | HS                                                   |               |
| ---------------------------------------------------- | ---------------------------------------------------- | ---------------------------------------------------- | ---------------------------------------------------- | ---------------------------------------------------- | ---------------------------------------------------- | ---------------------------------------------------- | ---------------------------------------------------- | ---------------------------------------------------- | ------------- |
| Thái Lan 2005                                        | Vô địch                                              | 4                                                    | 4                                                    | 0                                                    | 0                                                    | 19                                                   | 9                                                    | +10                                                  |               |
| Ma Cao 2007                                          | Hạng ba                                              | 4                                                    | 2                                                    | 1                                                    | 1                                                    | 14                                                   | 8                                                    | +6                                                   |               |
| Việt Nam 2009                                        | Vòng bảng                                            | 2                                                    | 0                                                    | 0                                                    | 2                                                    | 4                                                    | 11                                                   | -7                                                   |               |
| Hàn Quốc 2013                                        | Vòng bảng                                            | 3                                                    | 0                                                    | 1                                                    | 2                                                    | 2                                                    | 14                                                   | -12                                                  |               |
| Turkmenistan 2017                                    | Không tham dự                                        | Không tham dự                                        | Không tham dự                                        | Không tham dự                                        | Không tham dự                                        | Không tham dự                                        | Không tham dự                                        | Không tham dự                                        | Không tham dự |
| Tổng số                                              | 4/5                                                  | 13                                                   | 6                                                    | 2                                                    | 5                                                    | 39                                                   | 42                                                   | −3                                                   |               |

## Đội hình
Đội hình cho Giải vô địch bóng đá trong nhà châu Á 2018 tại Trung Hoa Đài Bắc.
| 0#0 | Vị trí | Cầu thủ                | Ngày sinh và tuổi           | Câu lạc bộ          |
| --- | ------ | ---------------------- | --------------------------- | ------------------- |
| 1   | TM     | Rustam Umarov          | 26 tháng 5, 1984 (33 tuổi)  | Ardus               |
| 12  | TM     | Akmaljon Khazratkulov  | 31 tháng 3, 1990 (27 tuổi)  | Pakhtakor           |
| 2   | FP     | Anaskhon Rakhmatov     | 20 tháng 6, 1994 (23 tuổi)  | Ardus               |
| 3   | FP     | Mashrab Adilov         | 15 tháng 8, 1994 (23 tuổi)  | Ardus               |
| 4   | FP     | Ikhtiyor Ropiev        | 19 tháng 9, 1993 (24 tuổi)  | Maksam Chirchik     |
| 5   | FP     | Dilmurod Shavkatov     | 26 tháng 8, 1994 (23 tuổi)  | Ardus               |
| 6   | FP     | Ilhomjon Hamroev       | 25 tháng 9, 1997 (20 tuổi)  | Ardus               |
| 7   | FP     | Dilshod Rakhmatov      | 4 tháng 12, 1989 (28 tuổi)  | Dalian Yuan Dynasty |
| 8   | FP     | Farkhod Abdumavlyanov  | 12 tháng 11, 1987 (30 tuổi) | Almalyk             |
| 9   | FP     | Davronjon Abdurahmanov | 19 tháng 11, 1992 (25 tuổi) | Almalyk             |
| 10  | FP     | Davron Choriev         | 1 tháng 1, 1993 (25 tuổi)   | Ardus               |
| 11  | FP     | Artur Yunusov          | 8 tháng 10, 1987 (30 tuổi)  | Lokomotiv           |
| 13  | FP     | Khusniddin Nishonov    | 19 tháng 5, 1998 (19 tuổi)  | Nafis               |
| 14  | FP     | Konstantin Sviridov    | 11 tháng 3, 1988 (29 tuổi)  | Almalyk             |

## Các trận đấu
Thắng
      Hoà
      Thua

### 2022
| 27 tháng 9 năm 2022 Futsal châu Á 2022 | Uzbekistan | 8–0 | Turkmenistan | Thành phố Kuwait                                                           |  |
| 19:00 (UTC+3)                          | - Davron Choriev 6' - Mashrab Adilov 12', 21' - Ikhtiyor Ropiev 14', 32' - Dilshod Rakhmatov 29' - Shakhram Fakhriddinov 33' - Akbar Usmonov 39' |     |              | Sân vận động: Hội trường Saad Al-Abdullah Trọng tài: Fahad Al-Hosani (UAE) |  |

| 29 tháng 9 năm 2022 Futsal châu Á 2022 | Uzbekistan                                                            | 3–2 | Tajikistan                 | Hội trường Saad Al-Abdullah              |  |
| 15:00 (UTC+3)                          | - Elbek Tulkinov 3' - Khusniddin Nishonov 7' - Anaskhon Rakhmatov 19' |     | - Fayzali Sardorov 4', 38' | Trọng tài: Gelareh Nazemi Deylami (Iran) |  |

| 1 tháng 10 năm 2022 Futsal châu Á 2022 | Uzbekistan | 6–1 | Bahrain                  | Thành phố Kuwait                                                                 |  |
| 19:00 (UTC+3)                          | - Elbek Tulkinov 6' - Akbar Usmonov 20', 30' - Mashrab Adilov 22' - Shakhram Fakhriddinov 26' - Khusniddin Nishonov 27' |     | - Ammar Hasan Mayhad 35' | Sân vận động: Hội trường Saad Al-Abdullah Trọng tài: Eisa Abdulhoussain (Kuwait) |  |

| 1 tháng 10 năm 2022 Futsal châu Á 2022 | Uzbekistan                                                              | 3–0 | Kuwait | Thành phố Kuwait                                                                   |  |
| 20:00 (UTC+3)                          | - Anaskhon Rakhmatov 14' - Davron Choriev 21' - Khusniddin Nishonov 34' |     |        | Sân vận động: Hội trường Saad Al-Abdullah Trọng tài: Ebrahim Mehrabi Afshar (Iran) |  |

| 1 tháng 10 năm 2022 Futsal châu Á 2022 | Uzbekistan               | 1–2 | Nhật Bản                                  | Thành phố Kuwait                                                                   |  |
| 20:00 (UTC+3)                          | - Ilkhomjon Khamroev 17' |     | - Arthur Oliveira 23' - Sora Kanazawa 30' | Sân vận động: Hội trường Saad Al-Abdullah Trọng tài: Ebrahim Mehrabi Afshar (Iran) |  |